# Pont de les Heures (Cabrils)
̪
|  | No s'ha de confondre amb Pont de les Heures. |

El Pont de les Heures és un pont de Cabrils (Maresme) inclosa a l'Inventari del Patrimoni Arquitectònic de Catalunya.

## Descripció
Viaducte que enllaça Cabrils amb el Vallès per Òrrius i la Roca. Format per dues fileres d'arcades aixecades amb obra de pedra i voltes de maó a base d'arcs de mig punt a la filada superior i arcs escarsers a la filada inferior.
En el Fons del Museu de Cabrils hi ha la fotocòpia de la Memòria de valoració del camí de Cabrils a Can Genis.

## Història
Construït a compte del Marquès Emili Carles Tolrà per accedir a la seva propietat. Es va acabar l'any 1927 i va costar 152.123,90 pessetes.